# Gabriel Batistuta
Gabriel Batistuta teljes nevén Gabriel Omar Batistuta (Avellaneda, 1969. február 1. –) argentin
válogatott labdarúgó, egykori csatár, minden idők egyik legeredményesebb argentin válogatottja.

## Életrajz
Batistuta baszk származású. 1969. február 1-jén született Avellanedában, Santa Fe tartományban, de a közeli városban, Reconquistában nőtt fel. Omar Batistuta vágóhídi munkás és Gloria Zilli iskolai titkár gyermeke, Avellaneda városában. Három lánytestvére van, Elisa, Alejandra és Gabriela.
16 éves korában találkozott Irina Fernándezzel, későbbi feleségével, akivel 1990. december 28-án a Saint Roque nevű templomban összeházasodtak. A házaspár 1991-ben Firenzébe, Olaszországba költözött, majd egy évvel később megszületett az első fiúk, Thiago. A jó teljesítményének köszönhetően az olasz bajnokságban és az argentin válogatottban hamar hírnevet és tiszteletet szerzett.
1997-ben Batistuta második fia, Lucas és a harmadik fia Joaquín is megszületett. 1999-ben negyedik fia, Shamel is megszületett. 2000-ben Batistuta és családja Romába költöztek, és az AS Roma játékosa lett. 2 évvel azután, hogy Shamel megszületett, Batistuta kölcsönbe került az Interhez. 2003-ban továbbköltöztek Katarba, ahol elfogadta a helyi csapat al-Arabi jövedelmező szerződését.
Batistuta pályafutását a katari al-Arabi csapatában fejezte be 2005 márciusában, mivel egy sor sérülés hátráltatta a játékban. Utána feltűnt egy díjátadó ünnepségen Perthben, Ausztráliában.  2007-ben visszaköltözött Argentínába.

## Klubkarrier

### Fiatal évek
Gyerekkorában előnyösebbnek találta a labdarúgást minden más sportnál. Termete alapján lehetett volna kosárlabdázó is. Argentin győzelemmel ért véget az 1978-as világbajnokság, nagy hatással volt rá Mario Kempes, ezek után készségesen a futballnak szentelte magát.[forrás?]
Az utcán játszott a barátaival, a kis Grupo Alegria klub, csatlakozott a helyi Platense junior csapathoz. Plantense volt a kiválasztott a Reconquista csapat, mely megnyerte a tartományi bajnokságot, Newell’s Old Boys csapatát legyőzve Rosario városában. 2 góljával felhívta az ellenfél csapatának vezetői figyelmét és 1988-ban alá is írt hozzájuk.[forrás?]

### Newell's Old Boys
Batistuta aláírta első profi szerződését a Newell’s Old Boys csapatánál, edzője Marcelo Bielsa, aki később az edzője lett az argentin válogatottnál is. Nem mentek könnyen a dolgok az első év során a klubnál Batistutának. Távol volt az otthonától, a családjától.[forrás?]

## Karrier statisztika

### Klubcsapatban
| Klub              | Szezon           | Bajnokság | Bajnokság | Kupa     | Kupa | Nemzetközi | Nemzetközi | Összesen | Összesen |
| Klub              | Szezon           | Mérkőzés  | Gól       | Mérkőzés | Gól  | Mérkőzés   | Gól        | Mérkőzés | Gól      |
| ----------------- | ---------------- | --------- | --------- | -------- | ---- | ---------- | ---------- | -------- | -------- |
| Newell’s Old Boys | 1988–1989        | 16        | 4         | —        | —    | 5          | 3          | 21       | 7        |
| Newell’s Old Boys | Total            | 16        | 4         | —        | —    | 5          | 3          | 21       | 7        |
| River Plate       | 1989–1990        | 19        | 3         | —        | —    | —          | —          | 19       | 3        |
| River Plate       | Összesen         | 19        | 3         | —        | —    | -          | -          | 19       | 3        |
| Boca Juniors      | 1990–1991        | 30        | 13        | —        | —    | 10         | 6          | 39       | 19       |
| Boca Juniors      | Összesen         | 30        | 13        | —        | —    | 10         | 6          | 39       | 19       |
| Fiorentina        | 1991–1992        | 27        | 13        | 3        | 1    | —          | —          | 30       | 14       |
| Fiorentina        | 1992–1993        | 32        | 16        | 3        | 3    | —          | —          | 35       | 19       |
| Fiorentina        | 1993–1994        | 26        | 16        | 4        | 3    | 2          | 2          | 32       | 21       |
| Fiorentina        | 1994–1995        | 32        | 26        | 5        | 2    | —          | —          | 37       | 28       |
| Fiorentina        | 1995–1996        | 31        | 19        | 8        | 8    | —          | —          | 39       | 27       |
| Fiorentina        | 1996–1997        | 32        | 13        | 3        | 2    | 7          | 4          | 42       | 19       |
| Fiorentina        | 1997–1998        | 31        | 21        | 5        | 3    | —          | —          | 37       | 24       |
| Fiorentina        | 1998–1999        | 28        | 21        | 6        | 4    | 3          | 1          | 37       | 26       |
| Fiorentina        | 1999–2000        | 30        | 23        | 3        | 0    | 11         | 6          | 44       | 29       |
| Fiorentina        | Összesen         | 269       | 168       | 40       | 26   | 23         | 13         | 332      | 207      |
| Roma              | 2000–2001        | 28        | 20        | 0        | 0    | 3          | 1          | 31       | 21       |
| Roma              | 2001–2002        | 23        | 6         | 1        | 0    | 8          | 0          | 32       | 6        |
| Roma              | 2002–2003        | 12        | 4         | 2        | 1    | 6          | 1          | 20       | 6        |
| Roma              | Összesen         | 63        | 30        | 3        | 1    | 17         | 2          | 83       | 33       |
| Internazionale    | 2002–2003        | 12        | 2         | —        | —    | —          | —          | 12       | 2        |
| Internazionale    | Összesen         | 12        | 2         | —        | —    | -          | -          | 12       | 2        |
| Karrier Összesen  | Karrier Összesen | 430       | 245       | 43       | 27   | 55         | 24         | 528      | 296      |

## Sikerei, díjai

### Klub
- River Plate
  - Argentin labdarúgó-bajnokság-bajnok: 1989–1990

Boca Juniors
  - Argentin labdarúgó-bajnokság-bajnok: 1991

Fiorentina
  - Serie B: 1993–1994
  - Olasz kupa: 1995–1996
  - Olasz szuperkupa: 1996

Roma
- Serie A: 2000–2001
  - Olasz szuperkupa: 2001

### A válogatottban
- Argentína
  - Copa América: 1991, 1993

### Egyéni
- Copa América gólkirálya: 1991, 1995
- Konföderációs kupa gólkirálya: 1992
- A Serie A gólkirályai: 1994–1995[6]
- Olasz kupa gólkirálya: 1995–1996
- FIFA XI: 1997,1998
- FIFA labdarúgó-világbajnokság ezüstcipőse: 1998
- Az év fiatal argentin játékosa: 1988
- ESM - Az év csapata tagja: 1998-1999
- Az év labdarúgója-bronzérmes: 1999
- Katari bajnokság gólkirálya: 2004
- FIFA 100-as listáján